# Ja, ja, die Liebe in Tirol
Ja, ja, die Liebe in Tirol ist eine deutsche Filmkomödie von Géza von Bolváry aus dem Jahr 1955. Sie entstand nach Motiven des Films Kohlhiesels Töchter von Hanns Kräly.

## Handlung
Peter Lenz ist Musiker, verliert jedoch alle Anstellungen als Barpianist, weil er stets mit der weiblichen Kundschaft flirtet. Als er auch sein letztes Engagement aufgeben muss, wendet er sich an seinen besten Freund Hans Bondy, der ihn als Vertreter für seine Schlankheitspillen einstellt. Hans hat nur Pech bei den Frauen und auch die junge Bibi wollte nur mit ihm nach Tirol fahren, weil er ein rotes Cabriolet besitzt. Kurzerhand fährt Hans mit Peter nach Tirol, der dort weitere Schlankheitspillen an die Frau bringen soll.
Bereits in den Bergen treffen sie auf die junge Gretel, die einen schweren Koffer trägt und sich erfreut zeigt, als die beiden Männer sie samt Koffer nach Hause fahren wollen. Sie wohnt im Berghotel Almrausch und Peter hat sie schnell durchschaut: Im Koffer sind nur Ziegelsteine und ihre Aufgabe ist es, mit diesem Trick Kundschaft zu organisieren, da ihr Vater Ignaz Musbauer Geldsorgen hat. Der Almrausch läuft eher mäßig und die meisten jungen Männer kommen nur zum Hotel, um Gretel zu umschwärmen. Die kann jedoch nicht heiraten, da ihre verstorbene Mutter in ihrem Testament festgelegt hat, dass zunächst Gretels Schwester Liesel heiraten muss. Heiratet Gretel, verfällt ihr Anspruch auf ihr Erbe, immerhin 30.000 Schilling. Liesel wiederum ist eine garstige, laute und unattraktive Frau.
Peter und Hans verlieben sich in Gretel, die Peter sympathisch findet. Einen überstürzten Heiratsantrag Hans’ lehnt Gretel mit dem Hinweis auf das Testament ab. Hans hat daher einen Plan: Er will Liesel heiraten, sich ihr gegenüber anschließend schlecht verhalten und so eine schnelle Scheidung herbeiführen. Anschließend will er Gretel das Ja-Wort geben. Peter soll sich unterdessen um Gretel kümmern und Hans so etwaige Nebenbuhler vom Hals halten.
Der Plan, dem Peter gerne zustimmt, wird in die Tat umgesetzt. Liesel ist erfreut, dass ein Mann sie scheinbar liebt, und heiratet Hans schon nach einer Woche. Dass Hans sie danach schlecht behandelt, über ihre Faulheit schimpft und sich weigert, mit ihr ein Bett zu teilen, mildert ihre eigene Garstigkeit enorm. Je schlechter er sie behandelt, desto mehr liebt sie ihn. Dennoch reist er eines Tages ohne Vorwarnung ab, um einen Scheidungsanwalt aufzusuchen. Liesel ist am Boden zerstört und Peter, der ein schlechtes Gewissen hat, lässt sie von einer Freundin herrichten: Mit neuer Frisur und neuem Kleid wird aus Liesel eine attraktive Frau und Hans verliebt sich nach seiner Rückkehr spontan in seine Ehefrau. Der Scheidungsanwalt wird weggeschickt und Peter soll nun auf Hans’ Bitte Gretel trösten, könne Hans sie doch nun nicht mehr heiraten. Da Peter Gretel sowieso schon einen Heiratsantrag gemacht hat, den sie angenommen hat, ist diese Aufgabe schnell zu aller Zufriedenheit gelöst.
Auch die Geldprobleme von Ignaz Musbauer werden schließlich aus der Welt geschafft: Peter organisiert auf dem Almrausch einen Talentwettbewerb, der den künstlerischen Nachwuchs der Region vorstellt und im Fernsehen übertragen wird. Der Andrang ist groß und Ignaz Musbauer macht vor der Kamera zum Leidwesen des Regisseurs ausgiebig Werbung für sein Hotel – seine Schulden gehören nun der Vergangenheit an.

## Produktion
Ja, ja, die Liebe in Tirol wurde in Reith bei Seefeld gedreht. Die Innenaufnahmen entstanden im Union-Film Studio in Berlin-Tempelhof. Der Film erlebte am 15. Dezember 1955 bei den Weltspielen in Hannover seine Uraufführung und war einer der ersten deutschsprachigen Filme in Cinemascope.
Im Film treten verschiedene Künstler und Gruppen auf bzw. sind zu hören: Die Don Kosaken unter der Leitung von Serge Jaroff, die Kitzbüheler Nationalsängergruppe Toni Praxmair, das Sunshine-Quartett, das Cornel-Trio, Anton Karas, der RIAS-Chor und Werner Müller mit dem RIAS Tanzorchester. Es tanzen Liselotte Köster und Jockel Stahl.
Mehrfach und von verschiedenen Interpreten gesungen werden die Lieder Barbara tanzt Mambola, Ach, was habn Sie denn davon, Ja, ja, die Liebe in Tirol und Wenn die Berge im Abendrot glühn. Hans Moser singt zudem unter Begleitung von Anton Karas das Wienerlied Erst wann’s aus wird sein.

## Kritik
Der film-dienst schrieb anlässlich der Uraufführung 1956:

„Unnötigerweise hat man den ganzen Unsinn in Cinemascope angerichtet, ein Geldverschleiß, der zu dieser Summierung gängiger Klamauk- und Heimatfilmelemente in keinem Verhältnis steht. Nur an wenigen Stellen erreicht die Regie die musikalische, farbfrohe Munterkeit, die den Beifall des Publikums wirklich verdient.“

Das 1990 vom film-dienst herausgegebene Lexikon des Internationalen Films bezeichnete Ja, ja, die Liebe in Tirol als „musikalisches Lustspiel; einfalls- und anspruchsloser Mischmasch aus Schwank und Heimatfilm.“
Cinema urteilte: „Eine langweilige Variation des Bühnenschwanks ‘Kohlhiesels Töchter’. Fazit: Nein, nein, der Film ist mies und hohl.“